# Green Cities
Green Cities er et kommunalt samarbejde, som har til formål at fremme en grøn og bæredygtig udvikling. Samarbejdet blev etableret i 2000 og består af følgende kommuner (april 2013):
- Albertslund Kommune
- Allerød Kommune
- Ballerup Kommune
- Herning Kommune
- Kolding Kommune
- Københavns Kommune

Obervatørkommuner:
- Aabenraa Kommune
- Aalborg Kommune

Green Cities afvikler en årlig konference, som sætter fokus på aktuelle og relevante temaer på miljø og klimaområdet, og hvor de deltagende kommuner udveksler erfaringer. Kommunerne varetager på skift formandskabet af Green Cities for en to-årig periode.
Green Cities' sekretariat har hjemsted i Kolding Kommune.

## Ekstern henvisning
- Green Cities' hjemmeside